# Константинопольское
Константино́польское (укр. Костянтинопольське; до 2016 г. Остро́вского) — село на Украине, находится в Покровском районе Донецкой области.
Код КОАТУУ — 1423381505. Население по переписи 2001 года составляет 436 человек. Почтовый индекс — 85611. Телефонный код — 6278.

## История
В 1945 г. постановлением Сталинского облисполкома хутор Константинополь №1 Константинопольского сельсовета Больше-Янисольского района переименован в Остро́вского.
19 декабря 2024 года, в ходе боёв за Курахово, село было захвачено ВС РФ.

## Адрес местного совета
85611, Донецкая область, Марьинский р-н, п. Дачное, ул. Логвиненко, 1а[обновить данные]